# Оплакування Христа (Лотто)
«Оплакування Христа» (італ. Pietà) — вівтарний образ венеційського художника Лоренцо Лотто доби Відродження.

## Опис твору

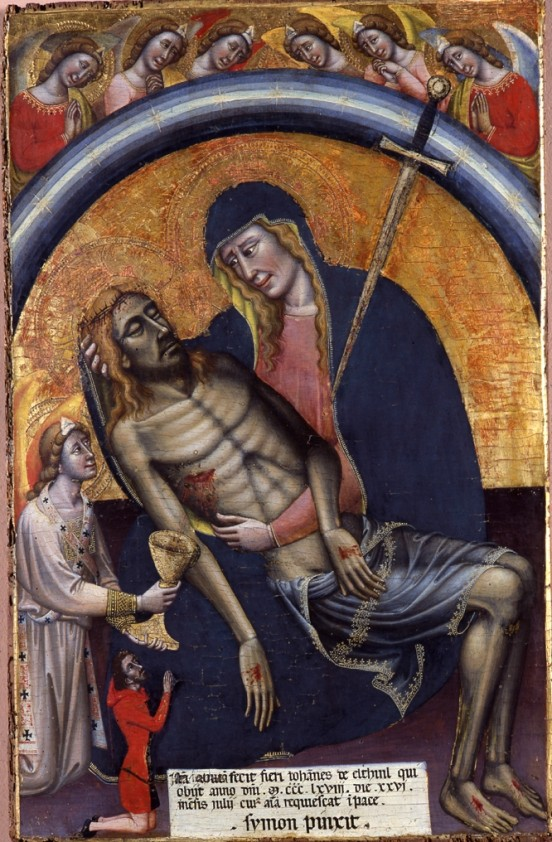
Сімоне де Філіппо. «Оплакування Христа з донатором Джованні де Ельтіні», 1368 р., Музей Даві Бергелліні, Болонья

«Оплакування Христа» або «П'єта́» стародавній іконографічний тип сакральної композиції, котра добре відома в Західній Європі з 13 століття. Іконографічний тип зустрічався як у готичній скульптурі, так і в живописі. На відміну від інших композицій мав статуарний, застиглий, нерозповідальний характер.
Старовинна схема зберегла привабливість і для майстрів італійського Відродження. Переконливі зразки «Оплакування Христа» з наповненням їх пластичною красою в 16 столітті дали скульптор Мікеланджело Буонарроті та художник Тиціан.
Власний тип вівтарної композиції створив і венеційський художник Лоренцо Лотто по замові домініканців для церкви Св. Павла в Тревізо. Старовинна схема прочитується відразу. Але Лоренцо Лотто інакше подав емоції головних персонажів. Марія не зажурена, а страждає так, що втрачає свідомість. Про це свідчать похилена голова немолодої жінки та неприродно заломлені руки. Її обережно підтримує Іван Хреститель. Несподіваною деталлю вівтаря стануть два малі янголи, що внесли в сумну композицію долю співчуття і зайвої метушні.
Найбільш наближеною до глядача є фігура мертвого Христа. Вона і найбільш освітлена. За ним — Марія, червоний колір сукні якої неяскравий, дещо потьмянілий, але головує в композиції. Найменше освітлена фігура Івана Хрестителя, що наче потопає у пітьмі. Незважаючи на малих і майже грайливих янголят, в картині панує сум як відбиток настроїв старого художника, що втомився від вимушених блукань і дуумає про власну смерть. Як відомо, безпорадний і старий, він помер у провінційному монастирі.

## Історія побутування (провенанс)
Вівтарна картина, створена для церкви Св. Павла в місті Тревізо для ченців домініканців і закінчена 1545 року вже старим художником. Про неї знайдено запис у розрахунковій книзі Лоренцо Лотто. В роки після захоплення Венеції вояками Наполеона Бонапарта, розпочали кампанію закриття багатьох старовинних церков і монастирів з конфіскаціями творів мистецтва.
Загроза знищення або вивезення в Париж низки творів вітчизняних майстрів спонукала діячів Венеції розпочати рятівну кампанію по швидкому перевезенню у Венецію та Мілан низки вівтарів та окремих картин. Серед проведених робіт були і зняття коштовних сакральних та цивільних фресок майстрів 16—17—18 століть, що дозволило врятувати твори Донато Браманте, Бернардіно Луїні (учня Леонардо да Вінчі), фрески 14 століття з каплички Мокіроло, твори Бергоньйоне, Гауденціо Феррарі, майстра з міста Брешія Вінченцо Фоппа — автора фрески «Тортури св. Себастьяна» 15 ст.
Серед врятованих і перевезених у Бреру був і вівтар роботи Лоренцо Лотто «Оплакування Христа».